# Танталат(V) калия
Танталат(V) калия — неорганическое соединение,
соль калия и танталовой кислоты с формулой KTaO3,
прозрачные кристаллы.

## Получение
- Спекание карбоната калия и оксида тантала(V):

{\displaystyle {\mathsf {K_{2}CO_{3}+Ta_{2}O_{5}\ {\xrightarrow {1300^{o}C}}\ 2KTaO_{3}+CO_{2}\uparrow }}}

## Физические свойства
Танталат(V) калия образует кристаллы
кубической сингонии,
параметры ячейки a = 0,39885 нм.